# 1925-ös Copa América
Az 1925-ös Dél-amerikai Válogatottak Bajnoksága a 9. dél-amerikai kontinenstorna volt. Argentína rendezte, és meg is nyerte.

## Résztvevők
Eredetileg öt csapat vett volna részt a tornán:
- Argentína
- Brazília
- Chile
- Paraguay
- Uruguay

Chile és Uruguay visszalépett.

## Eredmények
Két válogatott visszalépése miatt a három részt vevő válogatott egy csoportban, 2 fordulós körmérkőzéses formában mérkőzött meg egymással. A csoport élén végzett csapat nyerte meg a kontinensviadalt.

### Mérkőzések
| 1925. november 29. |

| Argentína             | 2–0   | Paraguay |
| --------------------- | ----- | -------- |
| Seoane 2' Sánchez 72' | (1–0) |          |

| Estadio Ministro Brin y Senguel, Buenos Aires Nézőszám: 18 000 Játékvezető: Ricardo Vallarino (uruguayi) |

| 1925. december 6. |

| Brazília                                               | 5–2   | Paraguay      |
| ------------------------------------------------------ | ----- | ------------- |
| Moderato 16' Friedenreich 21' Lagarto 42' 47' Nilo 72' | (3–1) | Rivas 25' 55' |

| Estadio Sportivo Barracas, Buenos Aires Nézőszám: 12 000 Játékvezető: Gerónimo Rapossi (argentin) |

| 1925. december 13. |

| Argentína                        | 4–1   | Brazília |
| -------------------------------- | ----- | -------- |
| Seoane 41' 48' 74' Garassini 72' | (1–1) | Nilo 22' |

| Estadio Sportivo Barracas, Buenos Aires Nézőszám: 25 000 Játékvezető: Manuel Chaparro (paraguayi) |

| 1925. december 17. |

| Paraguay   | 1–3   | Brazília                 |
| ---------- | ----- | ------------------------ |
| Fretes 58' | (0–1) | Nilo 30' Lagarto 57' 61' |

| Estadio Ministro Brin y Senguel, Buenos Aires Nézőszám: 14 000 Játékvezető: Gerónimo Rapossi (argentin) |

| 1925. december 20. |

| Paraguay           | 1–3   | Argentína                             |
| ------------------ | ----- | ------------------------------------- |
| Fleitas Solich 15' | (1–2) | Tarasconi 22' Seoane 32' Irurieta 63' |

| Estadio Ministro Brin y Senguel, Buenos Aires Nézőszám: 25 000 Játékvezető: Joaquim Antônio Leite de Castro (brazil) |

| 1925. december 25. |

| Brazília                  | 2–2   | Argentína              |
| ------------------------- | ----- | ---------------------- |
| Friedenreich 27' Nilo 30' | (2–1) | Cerroti 41' Seoane 55' |

| Estadio Sportivo Barracas, Buenos Aires Nézőszám: 18 000 Játékvezető: Manuel Chaparro (paraguayi) |

### Végeredmény
A hazai csapat eltérő háttérszínnel kiemelve.
| Helyezés | Nemzet    | M | Gy | D | V | G+ | G– | Gk | P |
| -------- | --------- | - | -- | - | - | -- | -- | -- | - |
| Arany    | Argentína | 4 | 3  | 1 | 0 | 11 | 4  | +7 | 7 |
| Ezüst    | Brazília  | 4 | 2  | 1 | 1 | 11 | 9  | +2 | 5 |
| Bronz    | Paraguay  | 4 | 0  | 0 | 4 | 4  | 13 | –9 | 0 |

| Az 1925-ös Dél-amerikai Válogatottak Bajnoksága győztese |
| -------------------------------------------------------- |
| ARGENTÍNA 2. cím                                         |

### Gólszerzők
| 6 gólos - Manuel Seoane 4 gólos - Lagarto - Nilo Braga 2 gólos - Arthur Friedenreich - Gerardo Rivas | 1 gólos - Antonio Cerrotti - Juan Carlos Irurieta - Alfredo Garassini - Martin Sánchez - Domingo Tarasconi - Moderato Wisintainer - Manuel Fleitas Solich - Luis Fretes |

## Külső hivatkozások
- 1925 South American Championship